# Auditoriul Pușkin
Auditoriul Pușkin a fost o clădire din Chișinău. Din această clădire a emis în 1939 primul post de radio din Chișinău, Radio Basarabia. Clădirea a fost proiectată de Mihail Cekerul-Cuș și a fost distrusă în 1941 de trupele sovietice aflate în retragere.

## Istorie

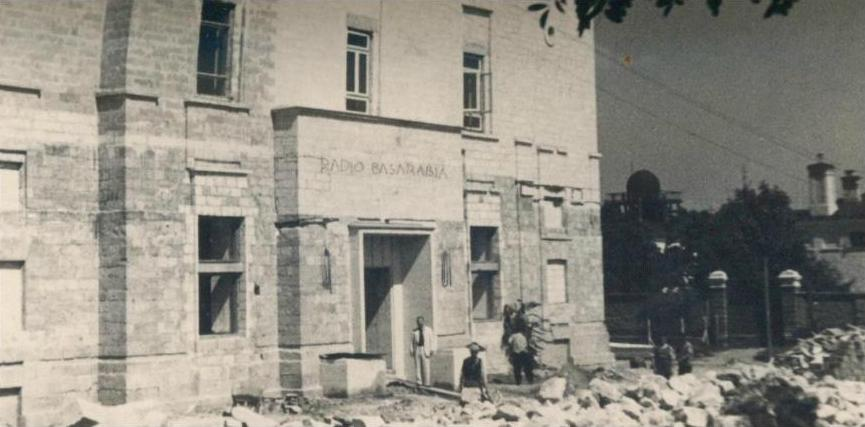
Clădirea postului de radio din Chișinău în 1937, la începerea lucrărilor de construcție

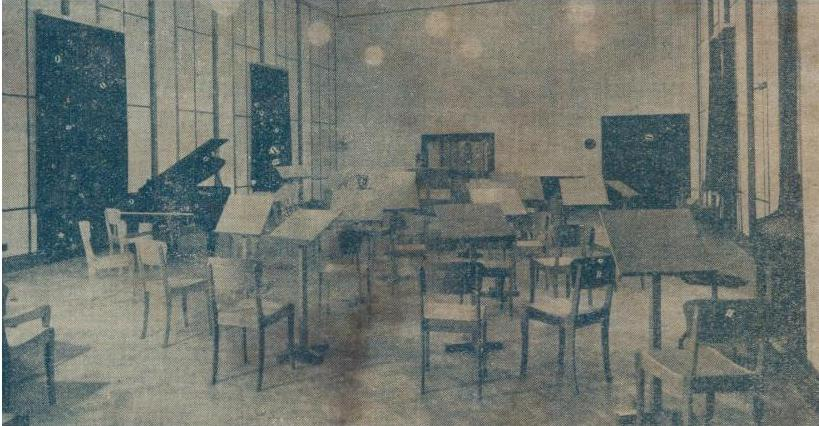
Radio Basarabia în 1940

Arhitectul Mihail Cekerul-Cuș (1864-1917) și-a câștigat renumele prin construirea, în 1900, a teatrului cu denumirea "Auditoriul Pușkin", care era amplasat pe str. Pușkin, colț cu str. Mateevici, unde în prezent se află unul dintre blocurile Universității de Stat din Moldova. Acel edificiu mare cu trei etaje, cu un aspect luxos, înzestrat cu cele mai moderne dispozitive din acele timpuri, a fost proiectat de Mihail Cekerul-Cuș. Acolo erau prezentate în mod regulat spectacole dramatice și muzicale, iar uneori și concerte. În 1928, acest teatru a fost mistuit de flăcările unui incediu.
Primăria Chișinău a cedat Societății Române de Radiodifuziune, în 1937, clădirea fostului Auditoriu Pușkin de pe strada Regele Carol I (colț cu strada Sfatul Țării) pentru a deschide primul post de radio din Chișinău, Radio Basarabia. În iarna anului 1937, au început lucrările de amenajare ale fostului Auditoriu Pușkin, iar contractele pentru refacerea instalațiilor și dotarea tehnică au fost atribuite unor firme din România și străinătate. Firma Marconi urma să instaleze la Chișinău emițătorul de 20 kw care a devenit cel mai bun din România datorită antenei moderne anti-fading care reducea radiația și favoriza propagarea undelor ce călătoresc aproape de suprafața solului.
Primul post de radio din Chișinău era "de două ori mai puternic decât cel din București sau cel din Tiraspol", scria Gazeta Basarabiei în iulie 1939. Radio Basarabia, condus inițial de Gheorghe Neamu, a fost inaugurat oficial pe 8 octombrie 1939 prin transmiterea liturghiei de la Catedrala Mitropolitană din Chișinău. Cele trei studiouri (cel mare destinat orchestrelor simfonice, corurilor fanfarei și operei, cel mijlociu pentru muzică de cameră și soliști, iar al treilea alocat conferențiarilor și crainicilor) au fost dotate și tratate acustic cu cea mai modernă aparatură. Radio Basarabia avea în structură șase servicii: Direcția și Secretariatul, Serviciul Tehnic, Serviciul Programelor, Serviciul Administrativ, Serviciul Contenciosului și cel Comercial.
Clădirea nu s-a păstrat. Odată cu ocupația sovietică din iunie 1940, cea mai mare parte a materialelor de rezervă, personalul și arhiva postului Radio Basarabia au fost retrase la Huși, dar nu și emițătorul de 20 kw. Sovieticii nu i-au cruțat pe cei rămași acolo, cadavrele lor fiind găsite într-un puț părăsit din curtea postului, iar clădirea, cu tot ce se afla în ea, a fost aruncată în aer de Armata Roșie.
După revenirea armatelor și a administrației române în Basarabia în 1941, Societatea Română de Radiodifuziune i-a trimis la Chișinău pe ing. Emil Petrașcu și pe jurnalistul Alexandru Hodoș pentru a evalua pagubele produse de armatele rusești în retragere. Clădirea postului, emițătorul și pilonii antenei au fost distruse prin dinamitare, iar toate aparatele de radio-recepție fuseseră confiscate. Activitatea radioului din Chișinău a fost continuată de Radio Moldova la Iași, care a emis pentru prima dată la 2 noiembrie 1941.